# Opogona citrolopha
Opogona citrolopha är en fjärilsart som beskrevs av Edward Meyrick 1932. Opogona citrolopha ingår i släktet Opogona och familjen äkta malar. Inga underarter finns listade i Catalogue of Life.